# 達納 (北卡羅萊納州)
達納（英語：Dana）是位於美國北卡羅萊納州亨德森縣的普查規定居民點。

## 人口
根據2020年美國人口普查的數據，達納的面積為23.12平方千米，當中陸地面積為23.06平方千米，而水域面積為0.06平方千米。當地共有人口3683人，而人口密度為每平方千米159.3人。